# ASC Kédia Zouerate
ASC Kédia de Zouerate ist ein mauretanischer Fußballverein aus Zouérat, der in der ersten Liga des Landes spielt. 
2013 stand der Verein im nationalen Pokalfinale, welches mit 0:1 n. V. gegen ASC Zem Zem verloren ging.